# Commune ecclésiastique unitarienne de Pestszentlőrinc
La Commune ecclésiastique unitarienne de Pestszentlőrinc (Pestszentlőrinci Unitárius Egyházközség) est une circonscription territoriale dépendant de l'arrondissement ecclésiastique unitarien de Hongrie de l'Église unitarienne hongroise. Située dans le 18e arrondissement de Budapest, son église a la particularité d'avoir été érigée par des réfugiés hongrois de Transylvanie ayant élu domicile dans un quartier de fortune de la capitale, dans les années qui ont suivi l'adoption du Traité de Trianon en 1920. Elle se situe sur la place Szervét Mihály tér, du nom de Michel Servet, artisan du mouvement unitarien.